# Tríptic de la família Braque
El Tríptic de la família Braque (o simplement, Tríptic Braque) és un tríptic pintat a l'oli sobre taula de roure realitzada c. 1452 pel pintor primitiu flamenc Rogier van der Weyden. Quan està obert, el seu tres plafons revelen, d'esquerre a dreta, Joan Baptista, La Verge Maria amb Jesús i Sant Joan Evangelista, i a la dreta, Maria Magdalena. Amb les ales tancades, es mostra un vanitas amb un crani i una creu.
El retaule pot haver estat encarregat per Jehan Braque de Tournai o, més probablement, per la seva esposa Catherine de Brabant – possiblement després de la mort sobtada de Jehan el 1452. La parella només havia estat casada per un període breu. Catherine era molt més jove que el seu marit; quan es van casar el 1450 o a començaments de 1451, ella tenia 20 anys, 12 o 13 anys més jove que el seu marit. Després de la seva mort, ella li va professar un profund afecte durant molt de temps. Quan va morir, gairebé 50 anys després que ell, va demanar ser enterrada amb ell, malgrat haver-se tornat a casar uns anys abans.
El tríptic és l'única obra devocional d'ús privat que es conserva de Van der Weyden.

## Tríptic

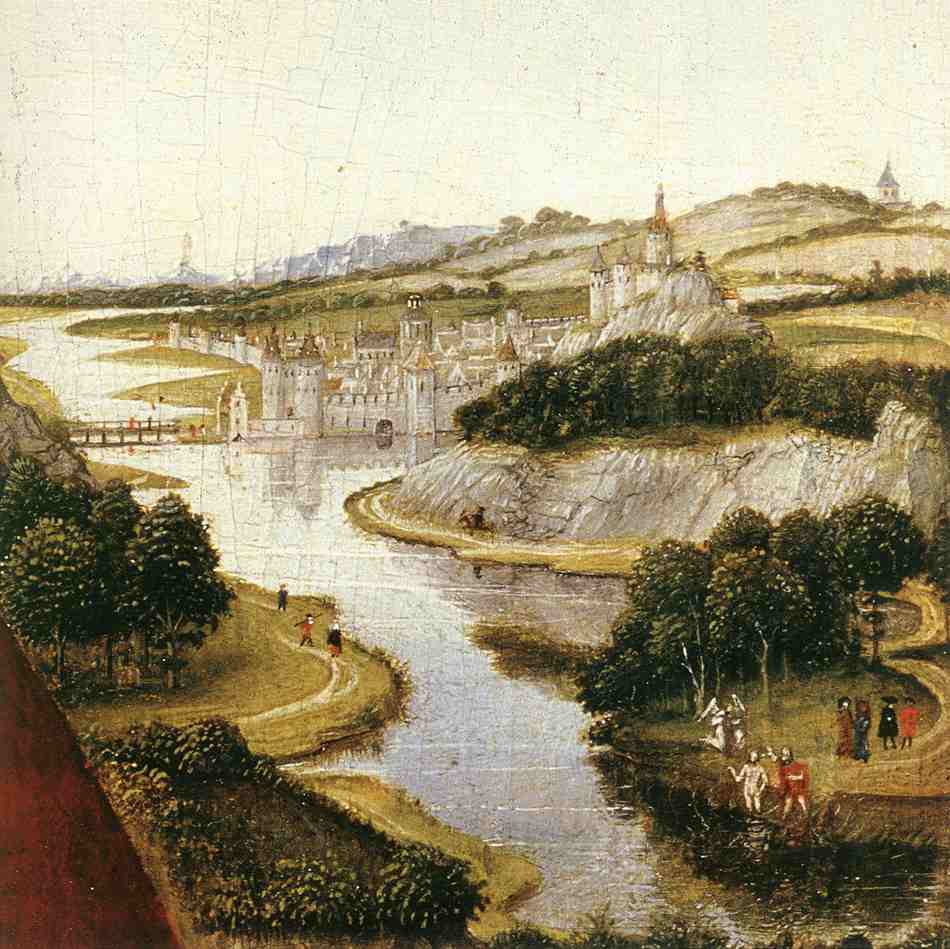
Detall del paisatge darrere Joan Baptista.. Tan el text de fons, com el paisatge s'enllacen entre tots els panells per formar una totalitat contínua.

Una inscripció en forma de text flotant juga una funció important en l'obra. Cada panell conté unes inscripcions en llatí que emanen de les boques dels personatges o floten damunt d'ells, fent la funció de globus de text. Els textos estan repetits a la creu del panell exterior esquerre. Són un contingut de l'Evangeli de Sant Joan, a excepció del de la Mare de Déu, que prové de l'Evangeli de Lluc.
Les paraules de Joan Baptista van fent corbes des de la boca cap a la part superior dreta de la imatge, i semblen unir-se a les de la Verge en el panell central. Les paraules de la Magdalena, en contrast, forma una línia horitzontal plana, trencant la sinuositat del text dels plafons esquerre i central. És potser per això que no es presten amb la "gràcia sinuosa" dels altres, ja que són "paraules escrites de la Magdalena no pronunciades per ella.", segons l'historiador de l'art Alfred Acres. El seu text, de Joan 12:3, diu: Llavors Maria va prendre una lliura de perfum de nard autèntic i molt costós, i ungí els peus de Jesús.

### Exterior
Amb les ales tancades sobre el plafó central, l'exterior revela un memento mori o vanitas, amb un crani i una creu decorada amb inscripcions en llatí.
L'ala esquerra exterior mostra un crani groc-marró recolzat en un fragment de maó o pedra trencada; a l'angle superior dret hi ha l'escut d'armes de la garba de blat de la família Braque. S'ha suggerit que el crani és una representació de l'estat futur de l'observador. El panell és un dels primers exemples coneguts d'un crani utilitzat en un vanitas, mentre que el maó trencat, la creu i les inscripcions són imatges que fan referència a la mort i la decadència típiques del gènere. Maó normalment simbolitza ruïna, tant sigui d'edificis o de dinasties, en aquest cas donat la inclusió amb l'heràldica de la família Braque, es pot assumir que serveix com a recordatori als seus membres del destí final. Altres historiadors de l'art creuen que el crani no pot haver-hi estat simbòlicament referit al Braque família, ja que eren assessors i financers benestants de la casa de Valois. En comptes d'això, l'argumenta, podria ser la representació d'Adam que se situa als peus de la creu en el Calvari.
El panell dret conté una creu amb una inscripció llatina basada en el text del Siràcida.Sir 2000 El text diu: "o mors quam amara est memoria tua homini pacem habenti en substantiis suis. viro quieto et cuius viae directae sunt Dins òmnibus et adhuc valenti accipere cibum (Oh mort, que n'és, d'amarg, el teu record per a l'home que viu tranquil entre els seus béns, per a l'home sense neguits i que en tot s'obre camí, que és capaç encara d'apreciar els plaers!).

### Interior

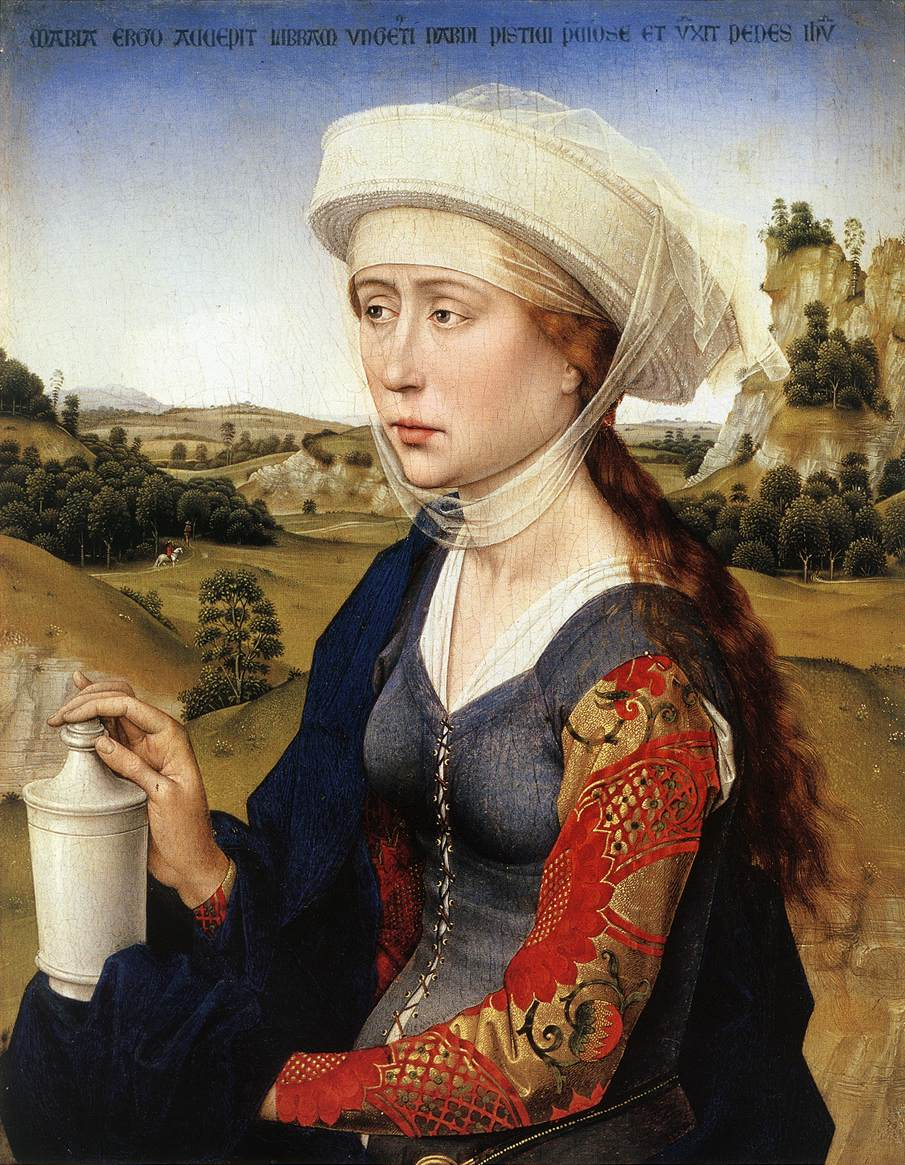
Detall del personatge de la Magdalena

Van der Weyden ja havia utilitzat anteriorment la tècnica de les inscripcions flotants, especialment a la taula central del seu Judici final, c. 1445–1450, on les paraules apareixen flotant en l'espai pictòric o simulen estar brodades a la roba dels personatges.
El panel esquerre és una imatge de mig cos de Joan Baptista, amb un fons que mostra una escena del baptisme de Crist. Les paraules de Joan que floten sobre ell com un globus de discurs fent una corba sortint de la seva boca. Les paraules, recollides a Joan 1:29, llegit "Heus aquí l'anyell de Déu, el qui treu els pecats del món". En el panell dret, Maria Magdalena portant un sumptuós vestit ricament estampat en una imatge considerada com un dels millors retrats femenins de Van der Weyden. Amb 68 cm d'ample, el plafó del centre és gairebé dues vegades l'amplada dels panells laterals. Mostra Crist Salvator Mundi, el seu cap és quasi una replica de la seva imatge al tríptic del Judici Final. La taula central actua com una "imatge dins d'una imatge", el context de la qual està "narrat" pels balons que surten de les boques de Joan i Maria.
Joan Evangelista i la mans dreta de Jesús estan aixecades en la posa cristiana tradicional o gest del mestre. Els seus dits índex i mitjà apunten amunt mentre els seus dos dits petits s'apleguen amb el polze. Els gestos de la mà i els dits de tots dos estan situats de manera deliberadament simètrica. El patró que formen al llarg dels tres panells interiors recull la narrativa del tríptic com indiquen els globus. Tanmateix, el flux és interromput en el panell de la Magdalena, qui amb la seva mà aixecada verticalment sembla una barrera dels altres panells, mentre el seu text és totalment horitzontal a diferència de la resta.

## Procedència
La datació aproximada del tríptic està basada en la mort de Jehan Braque el 1452, i el fet que les escenes interior dels mostren una influència italiana, i és considerat un del seus primers treballs del període de maduresa, quan Van der Wyeden havia visitat Itàlia el 1450.
Apareix esmentat per primer cop, encara sense atribuir, quan Catherine de Brabant el va deixar al seu net Jehan Villain el 1497. Els registres mostren el retaule en mans dels seus hereus fins al 1586, quan va ser adquirit per un sacerdot a Anglaterra. Més tard va estar en possessió del pintor anglès Richard Evans.
Va ser adquirit pel Museu del Louvre a la filla del Duc de Westminster, lady Theodora Guest, el 1913.
En aquell moment va ser considerada l'adquisició més important per la galeria pública des de 1878 quan s'havien heretat importants obres de Hans Memling.
Forma part de l'exposició permanent del Louvre, amb el seu marc de roure original. A causa de la seva fragilitat, està protegit per un vidre.